# Euptychia segesta
Euptychia segesta är en fjärilsart som beskrevs av Gustav Weymer 1911. Euptychia segesta ingår i släktet Euptychia och familjen praktfjärilar. Inga underarter finns listade i Catalogue of Life.